# Helmut Ortner (Schauspieler)
Helmut Ortner (* 11. April 1927 in Aschach an der Donau; † 13. November 2024) war ein österreichischer Schauspieler und Begründer des Linzer Kellertheaters.

## Leben
Ortner war zuerst als Bankbeamter tätig, machte dann eine Schauspielausbildung und erhielt ein Engagement am Stadttheater Baden. Ab 1954 arbeitete er in der VÖEST und übernahm dort die firmeneigene Theaterbühne, wo für die Mitarbeiter Aufführungen veranstaltet wurden. Später richtete er mit Kollegen im ehemaligen Café Goethe an der Linzer Goethekreuzung im Keller ein Theater ein. Das war die Geburtsstunde des Linzer Kellertheaters, das 1957 an den Hauptplatz übersiedelte und Ortner von Anbeginn bis 1990 leitete. Bis 2010 trat Ortner in über 120 verschiedenen Rollen auf. Große Erfolge hatte er vor allem mit Komödien und wird daher als Doyen der Linzer Schauspielerei bezeichnet.
Sohn Wolfgang Ortner, der 1990 die Leitung des Kellertheaters übernahm, und Enkel Maximilian Ortner sind ebenfalls Schauspieler. Ortner lebte bis zu seinem Tod 2024 in Ansfelden.

## Auszeichnungen
- Jahr? Berufstitel Professor